# Buda (rejon żytkowicki)
Buda (biał. Буда; ros. Буда, Buda) – wieś na Białorusi, w obwodzie homelskim, w rejonie żytkowickim, w sielsowiecie Marocharawa, przy drodze republikańskiej R57.